# Bennelong

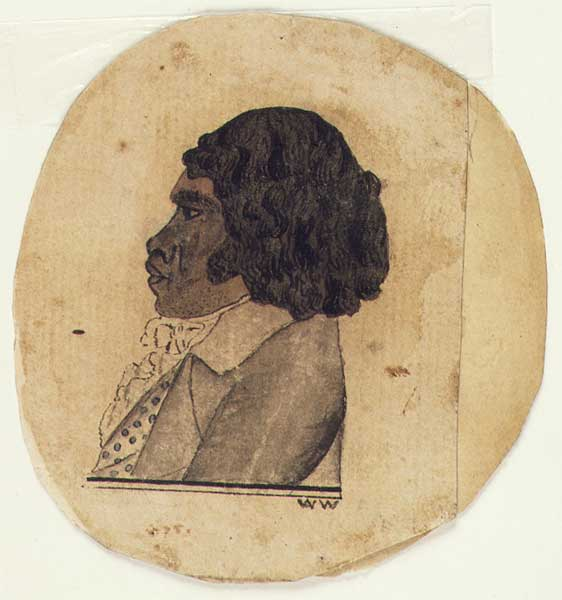
Porträt, von dem man annimmt, dass es Bennelong darstellt.

Bennelong (geb. 1764?; gest. 3. Januar 1813 in Sydney) (auch: „Baneelon“) war ein Elder vom Aborigine-Stamm der Eora aus der Umgebung von Port Jackson in Australien zu Beginn der britischen Kolonisierung des Kontinents. Er diente als Vermittler zwischen den beiden Kulturen sowohl in Sydney als auch in Großbritannien und gilt als der Entwickler des australischen Aboriginal-Englisch.

## Gefangennahme
Der erste Gouverneur von New South Wales, Arthur Phillip, erkannte bald nach seiner Ankunft mit der First Fleet in Port Jackson am 26. Januar 1788, dass er die Unterstützung eines Aborigines brauchte. Zum einen, um Informationen über den unbekannten Kontinent zu sammeln und zum anderen, um eine Kolonie in friedlicher Koexistenz mit den Einheimischen aufzubauen. Dazu nahm er zunächst Arabanoo gefangen, der schnell Englisch lernte, aber bei der Pockenepidemie im Herbst 1789 starb.
Bereits kurz nach der Ankunft der Schiffe in Botany Bay wurde ein geeigneterer Hafen gesucht. Auf der Suche kam Phillip in die Manley Bay, wo er auf Aborigines traf, darunter auch Bennelong, der als besonders neugierig und wissbegierig auffiel. Bei einer zweiten Begegnung in der Bucht waren die Aborigines sehr aufgeschlossen, daher nannte Phillip die Bucht „Manly Bay“, die »Mannhafte Bucht«. Es war bis zum November 1789 zu keinerlei Angriffen der Aborigines gegen die Europäer gekommen.
Am 23. November 1789 wurden der etwa 30-jährige Bennelong, seine Frau Barangaroo sowie Colebee und dessen Frau Daringa gefangen genommen. Sie wurden wie Hunde an der Leine gehalten, mit eisernen Ringen an den Füßen. Als man Bennelong im April 1790 den Fußring abnahm, floh er. Er und Colebee waren offenbar Überlebende der Pockenepidemie, denn sie hatten Pockennarben. Sie wurden gut versorgt, um die schlechte Lage der Kolonie zu verschleiern; so wurde berichtet, dass jeder täglich etwa 5,4 kg Fisch erhielt.
Bennelong und Colebee trafen das nächste Mal im August 1790 in einer großen Gruppe der Eora wieder friedlich auf Phillip. Bennelong soll sehr mager gewesen sein und elend ausgesehen haben, schien sich aber über das Treffen zu freuen. Aufgrund eines Missverständnisses wurde Phillip jedoch durch den Speerwurf eines Eora verletzt, woraufhin alle Aborigines flohen.
Später bat Bennelong den Gouverneur, ihm eine Hütte an einem Ort zu bauen, der heute „Bennelong Point“ genannt wird und auf dem das Sydney Opera House steht. Im Zuge einer rituellen  Adoption gab er Phillip den Koori-Namen Wolawaree.
Obwohl Bennelongs Verhältnis zu den Kolonisten ambivalent schien, half er ihnen bei dem – letztlich erfolglosen – Versuch, die Beziehungen zwischen den beiden Gruppen zu verbessern:

## Aufenthalt in England
Bennelong übernahm bald europäische Gewohnheiten und Kleidung und lernte Englisch. 1792 reisten er und ein anderer Aborigine namens Yemmerrawanne (1775–1794) mit Phillip nach England und wurden dort am 24. Mai 1793 König Georg III. vorgestellt. Yemmerrawanie starb in London und Bennelongs Gesundheit verschlechterte sich. Er kehrte im Februar 1795 auf der HMS Reliance nach Sydney zurück und brachte auf dieser Reise dem Chirurgen George Bass ein wenig die Sprache der Eora bei. Zunehmend überwältigt von der europäischen Kultur entfremdete sich Bennelong schnell von seinen eigenen Leuten.
Ein Brief, den er 1796 schrieb, ist der erste bekannte von einem Aborigine geschriebene Text. Er gilt als der Entwickler des ursprünglichen australischen Pidginenglisch, eines rudimentären Englisch, das zur neuen Sprache der Aborigines wurde. Es wurde zwar von den Weißen verachtet, ermöglichte aber eine Verständigung von Einheimischen und Kolonisten.

## Rückkehr
Bennelong litt zunehmend unter seinem Alkoholkonsum. Er besuchte Sydney immer seltener, vereinsamte und starb in Verwirrtheit am 3. Januar 1813. Beerdigt wurde er auf dem Besitz von James Squire am Kissing Point, heute in der Nähe des Vororts Ryde von Sydney. Ihm zu Ehren gibt es dort heute den Bennelong Park.
Ein in der Sydney Gazette erschienener Nachruf stellt ihn als einen durch und durch Wilden dar, der nicht verändert werden konnte und spiegelt vermutlich wider, wie sehr er in seinen letzten Jahren an Wertschätzung bei den Briten verloren hatte.
Er war zwar von ihnen niemals völlig akzeptiert gewesen, da er schwarz war, nach seiner Rückkehr aus England wurde er aber auch von seinen eigenen Leuten nicht mehr akzeptiert, da er versucht hatte, die britische Kultur anzunehmen.
Bennelong war der erste Aborigine, nach dem ein Wahlkreis für das australische Parlament benannt wurde. Dieser besteht bis heute.

## Familie
Bennelong hatte eine Tochter namens Dilboong, die als Kind starb, und einen Sohn, der von Pastor William Walker adoptiert und auf den Namen Thomas Walker Coke getauft wurde. Thomas starb nach kurzer Krankheit im Alter von etwa 20 Jahren.